# Protodorvillea kefersteini
Protodorvillea kefersteini är en ringmaskart som först beskrevs av McIntosh 1869.  Protodorvillea kefersteini ingår i släktet Protodorvillea och familjen Dorvilleidae. Arten är reproducerande i Sverige. Inga underarter finns listade i Catalogue of Life.